# Il volto della guerra
Il volto della guerra (in catalano: El rostre de la guerra; in spagnolo: El rostro de la guerra) è un dipinto surrealista del pittore catalano Salvador Dalí (1904-1989) datato 1940 e realizzato con la tecnica dell'olio su tela.

## Storia
Il volto della guerra venne realizzato mentre Dalí si trovava in California negli Stati Uniti d'America tra la fine della Guerra civile spagnola e l'inizio della guerra mondiale, ed è considerato un riferimento allo scoppio di quest'ultima. L'opera è firmata e datata 1940 nell'angolo in basso a destra della tela. Il dipinto è conservato ed esposto presso il Museo Boijmans Van Beuningen di Rotterdam, nei Paesi Bassi.

## Descrizione
Come suggerisce il titolo, Il volto della guerra tratta il tema del conflitto armato, che è ricorrente in molte opere di Dalí realizzate durante la seconda metà degli anni trenta, ed è da intendere come una visione dei traumi e gli orrori della guerra. L'opera raffigura una testa umana mozza con tre teschi incassati nelle orbite e nella bocca; essi contengono a loro volta altri tre teschi dando così l'impressione che tale schema sia destinato a ripetersi all'infinito, suggerendo così un senso di morte e orrore eterni. Il volto è circondato da piccoli serpenti e collocato in un paesaggio desertico; sulla destra alcune rocce formano l'ingresso di una caverna dall'interno della quale il pittore ritrae la testa che si trova al di fuori della grotta. Nell'angolo in basso a destra, a modo di firma, si trova quella che è considerata l'impronta della mano del pittore spagnolo. Artista interessato alla matematica, Dalí ha realizzato l'opera usando una dimensione frattale di circa 1.171701±0.0006913.